# Herb Głowna
Herb Głowna – jeden z symboli miasta Głowno w postaci herbu.

## Wygląd i symbolika
Herb Głowna przedstawia w polu czerwonym głowę Jana Chrzciciela na złotej misie. Oczy zamknięte, włosy koloru czarnego, twarz koloru naturalnego.
Jest to herb mówiący, czyli nawiązujący do istniejącej już nazwy miasta. Równie dobrze jednak herb ów może świadczyć o szczególnym kulcie, jakim dawni właściciele otaczali tego akurat świętego, bądź jest przykładem regionalizmu mazowieckiego, ponieważ święty ten był bardzo popularny na Mazowszu.

## Historia
Po raz pierwszy wystąpił na pieczęci miejskiej w XVI wieku, następnie zapomniany. W Albumie Heroldii zaprojektowano nowy herb z toporem, łodzią i strzałami. Jednako po II wojnie światowej powrócił herb z głową Jana Chrzciciela.